# Demografia de Guinea Bissau
Aquest article tracta sobre les característiques de la Demografia de la població de Guinea Bissau, incloent la densitat de població, ètnies, nivell d'educació, la salut, l'economia, les religions i altres aspectes.

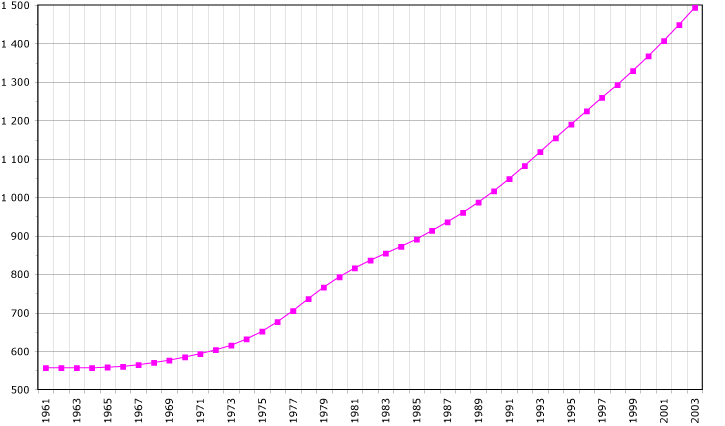
Població de Guinea Bissau entre 1961 i 2003.

## Grups ètnics
La població de Guinea Bissau és ètnicament diversa amb diferents idiomes, costums i estructures socials. El 99% dels guineans són negres — la majoria dels quals són parlants de ful i malinke concentrats en el nord i el nord-est, els balantes i papels, que viuen a les regions costaneres del sud, i els manjacs i mankanyes, que ocupen les àrees centrals i les costaneres del nord. Gran part de la resta són mestissos de descendència portuguesa i negra, incloent una minoria de capverdians. A causa de l'èxode de la majoria dels colonitzadors portuguesos després de la independència, menys del 1% dels guineanos són portuguesos. El país també té una minoria xinesa, la qual inclou macanesos de sang portuguesa i xinesa de Macau. La majoria de la població són agricultors, sent el 50% musulmans, la qual cosa fa de Guinea Bissau l'únic país que es parla portuguès amb una majoria de musulmans. Existeixen bastants comunitats guineanes a l'exterior, radicades majoritàriament en Portugal. La majoria dels musulmans pertanyen al sunnisme, el 40% són pagans, principalment els fula i els mandinga. Menys del 10% són cristians, principalment catòlic romans.

## Població

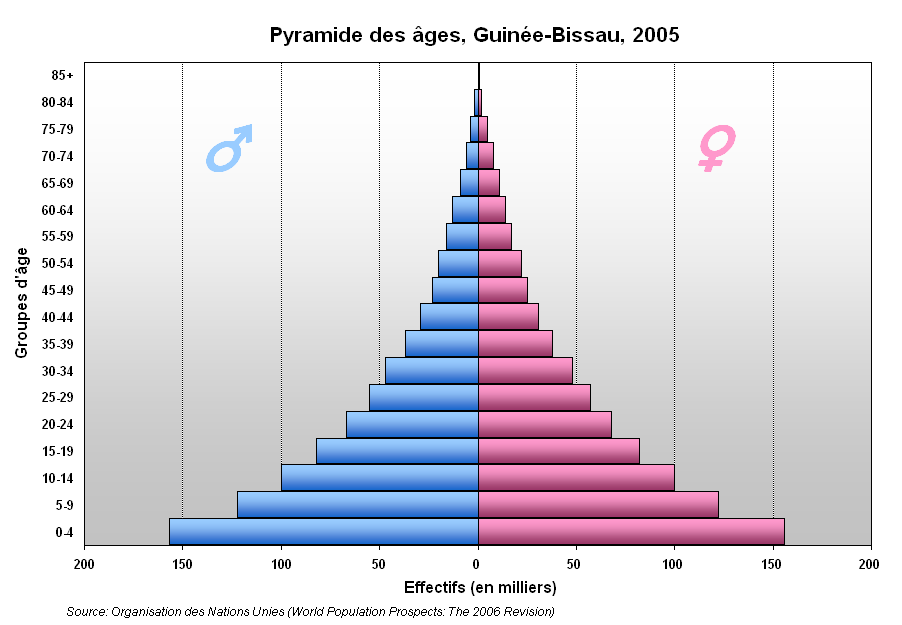
Piràmide de població de Guinea Bissau, 2005. En 2010, el 41,3% de la població tenia menys de 15 anys.

D'acord amb la revisió de 2010 de les Perspectives de la Població Mundial de l'ONU, la població de Guinea Bissau era 1.515.000 habitants el 2010, en comparació amb els 518.000 de 1950. La proporció de la població per sota de l'edat de 15 anys en 2010 va ser del 41,3%, el 55,4% tenien entre 15 i 65 anys, mentre que el 3,3% eren majors de 65 anys.
|      | Població total (x 1000) | Població entre 0–14 (%) | Població entre 15–64 (%) | Població de 65+ (%) |
| ---- | ----------------------- | ----------------------- | ------------------------ | ------------------- |
| 1950 | 518                     | 38.8                    | 57.6                     | 3.6                 |
| 1955 | 566                     | 41.9                    | 54.9                     | 3.2                 |
| 1960 | 593                     | 41.3                    | 55.7                     | 3.0                 |
| 1965 | 598                     | 41.3                    | 55.6                     | 3.1                 |
| 1970 | 603                     | 37.0                    | 59.7                     | 3.3                 |
| 1975 | 694                     | 41.0                    | 55.7                     | 3.3                 |
| 1980 | 835                     | 42.1                    | 54.4                     | 3.5                 |
| 1985 | 922                     | 45.4                    | 51.1                     | 3.5                 |
| 1990 | 1 017                   | 43.8                    | 52.8                     | 3.5                 |
| 1995 | 1 125                   | 44.1                    | 52.6                     | 3.4                 |
| 2000 | 1 241                   | 43.1                    | 53.6                     | 3.3                 |
| 2005 | 1 368                   | 42.4                    | 54.4                     | 3.2                 |
| 2010 | 1 515                   | 41.3                    | 55.4                     | 3.3                 |

## Estadístiques vitals
El registre d'esdeveniments vitals de Guinea Bissau és incompleta. El Departament de Població de les Nacions Unides va preparar les següents estimacions.

| Període | Naixements vius per any | Morts per any | Canvi natural per any | CBR* | CDR* | NC*  | TFR* | IMR* |
| --- | ----------------------- | ------------- | --------------------- | ---- | ---- | ---- | ---- | ---- |
| 1950-1955 | 30 000                  | 18 000        | 12 000                | 54.9 | 33.5 | 21.4 | 7.41 | 211  |
| 1955-1960 | 25 000                  | 17 000        | 7 000                 | 42.3 | 29.5 | 12.8 | 5.88 | 201  |
| 1960-1965 | 25 000                  | 16 000        | 9 000                 | 42.3 | 27.4 | 14.9 | 5.88 | 191  |
| 1965-1970 | 21 000                  | 15 000        | 6 000                 | 35.6 | 24.8 | 10.8 | 4.78 | 182  |
| 1970-1975 | 36 000                  | 18 000        | 18 000                | 55.7 | 27.3 | 28.4 | 7.34 | 174  |
| 1975-1980 | 35 000                  | 19 000        | 15 000                | 45.5 | 25.3 | 20.3 | 6.11 | 165  |
| 1980-1985 | 42 000                  | 21 000        | 21 000                | 47.9 | 23.5 | 24.4 | 6.70 | 153  |
| 1985-1990 | 44 000                  | 21 000        | 23 000                | 45.8 | 22.1 | 23.7 | 6.68 | 145  |
| 1990-1995 | 48 000                  | 23 000        | 26 000                | 45.2 | 21.2 | 24.0 | 6.54 | 141  |
| 1995-2000 | 51 000                  | 24 000        | 27 000                | 42.8 | 19.9 | 22.9 | 6.05 | 134  |
| 2000-2005 | 54 000                  | 24 000        | 29 000                | 41.1 | 18.5 | 22.5 | 5.66 | 126  |
| 2005-2010 | 57 000                  | 25 000        | 32 000                | 39.3 | 17.5 | 21.9 | 5.27 | 119  |
| * CBR = Taxa bruta de natalitat (per 1000); CDR = taxa bruta de mortalitat (per 1000); NC = canvi natural (per 1000); IMR = taxa de mortalitat infantil per 1000 births; TFR = taxa de fertilitat total (nombre d'infants per dona) |                         |               |                       |      |      |      |      |      |

## Estadístiques demogràfiques del CIA World Factbook
Les següents són les estadístiques demogràfiques del CIA World Factbook, llevat que s'indiqui el contrari.
Població:
1,596,677 (est. juliol de 2011)
Taxa de creixement de població:
1.988% (2011 est.)
Ràtio per sexes:

en néixer:
1.03 home(s)/dona

menys de 15 anys:
1 home(s)/dona

15-64 anys:
0.9 home(s)/dona

65 anys i més:
0.83 home(s)/dona

Població total:
0.94 home(s)/dona (2000 est.)
Esperança de vida en néixer:

Població total:
49.04 anys

home:
46.77 anys

dona:
51.37 anys (2000 est.)
Grups ètnics:
Africans 99% (Balantes 21,3 %, Fulbe 17,6%, Manjacs 12 %, Malinkes 9,9 %, Papels 9 %), Europeus (portuguesos) i Mulats menys de l'1%.
Religions:
Musulmans 50%, creences indígenes 40%, cristians 10% (vegeu Religió a Guinea Bissau)
Llengües:
Portuguès (oficial), Crioulo, llengües africanes
Alfabetització:

definició:
Major de 15 anys capaç de llegir i escriure

Població total:
42.4%

homes:
58.1%

dones:
27.4% (2003 est.)